# Wojciech Bartkowski
Wojciech Bartkowski (ur. 23 stycznia 1939 w Kościelisku, zm. 10 stycznia 2023) – polski ratownik górski, naczelnik Górskiego Ochotniczego Pogotowia Ratunkowego (1992–1994).

## Życiorys
Od 1959 roku był ratownikiem Grupy Tatrzańskiej GOPR. W latach 1983–1991 był szefem wyszkolenia GOPR, zaś w latach 1992–1994 był naczelnikiem GOPR. Bartkowski był twórcą Służby Lawinowo-Śniegowej GOPR. Uczestniczył w ponad 400 wyprawach ratunkowych w Tatrach, z których wieloma także kierował. Był instruktorem ratownictwa górskiego i ostatnim gospodarzem schroniska na Polanie Pisanej w Dolinie Kościeliskiej w Tatrach Zachodnich.
Za swoją działalność został w 2012 odznaczony Krzyżem Komandorskim Orderu Odrodzenia Polski.
Został pochowany na cmentarzu przy ul. Nowotarskiej w Zakopanem.